# Sanningsfunktion
En sanningsfunktion är en del av satslogiken där ett logiskt uttryck beskrivs som en funktion f(p, q) av två argument p och q, där både argumenten och resultatet är sanningsvärden. Sanningsfunktioner byggs upp av funktionens argument och logiska operatorer eller matematiska operationer. 

## Exempel
I en variant av boolesk algebra, där minustecknet införts och där vanliga räkneregler gäller, det vill säga utan specialregler för de matematiska operationerna + och ·, beskrivs de två disjunktionerna OR och XOR med sanningsfunktionerna
p OR q = "p eller q" = p + q - p ·q
p XOR q = "antingen p eller q" = p + q - 2·p·q
där p och q bara kan anta värdena 1 eller 0 motsvarande sann och falsk.